# Solaris Urbino 18
Solaris Urbino 18 est un modèle d'autobus en version autobus articulé de 18 mètres de long à plancher bas lancée en 1999 par Solaris Bus & Coach.

## Histoire

### Première génération
La première génération de Solaris Urbino 18 a été produite à partir du second semestre de 1999. Ce modèle visait à compléter l'offre de Solaris sur les grands autobus : les bus de 18 mètres pour des services de transport en commun. La première unité de bus Solaris Urbino 18 est allée à PKA Gdynia en 1999, elle était également le seul nouveau bus articulé à plancher surélevé acheté en 1999 par des entreprises de transport en Pologne. Initialement, les autobus de 18 mètres ne se sont pas bien vendus parce que les compagnies de transport préféraient des véhicules de 15 mètres, un peu moins longs, non articulés et moins chers. Le marché des bus a progressé entre 1996 et 2002, ce qui a entraîné une augmentation plus tardive de la demande de bus de 18 mètres. Au total, les villes en Pologne ont acheté 12 unités de Solaris Urbino 18 Ire génération. Des Solaris Urbino 18 ont aussi été achetés par des sociétés hors de Pologne, par exemple à Berlin et à Riga. Une caractéristique de ces bus est les barrières peintes au lieu de la peinture jaune vernis clair.

### Deuxième génération
Depuis le premier semestre 2002, Solaris a produit les modèles de deuxième génération. Les véhicules ont été traités comme une solution temporaire avant le modèle cible des autobus de troisième génération. Depuis le printemps 2005, la société a produit la troisième génération du bus. Sur la base de la structure du Solaris Urbino 18, le tram Solaris Trollino 18 est construit à Bolechowo.

### Troisième génération
Une commande importante de MZA Varsovie en 2005 a entraîné une augmentation significative de la vente du Solaris Urbino 18 en Pologne.
En décembre 2006, Olsztyn a été la première ville polonaise à recevoir 8 unités du modèle Solaris Urbino 18 qui répond à la norme Euro 5, qui est devenue obligatoire pour les véhicules neufs en 2009.

### Quatrième génération
Le 24 septembre 2014, après dix ans de production de la troisième génération du Solaris Urbino 18, Solaris Bus & Coach a dévoilé une nouvelle génération de bus Solaris. Au cours de la foire commerciale de cette année à Hanovre à la première mondiale (fin septembre) et à la Foire commerciale de Transexpo à Kielce au début du mois d'octobre, Solaris a montré deux prototypes : Urbino 12 et Urbino 18 dans leur quatrième génération et, à l'avenir, d'autres modèles dans cette génération comme Urbino LE et Urbino Hybride.

## Autres versions

### Solaris Urbino 18 GNV

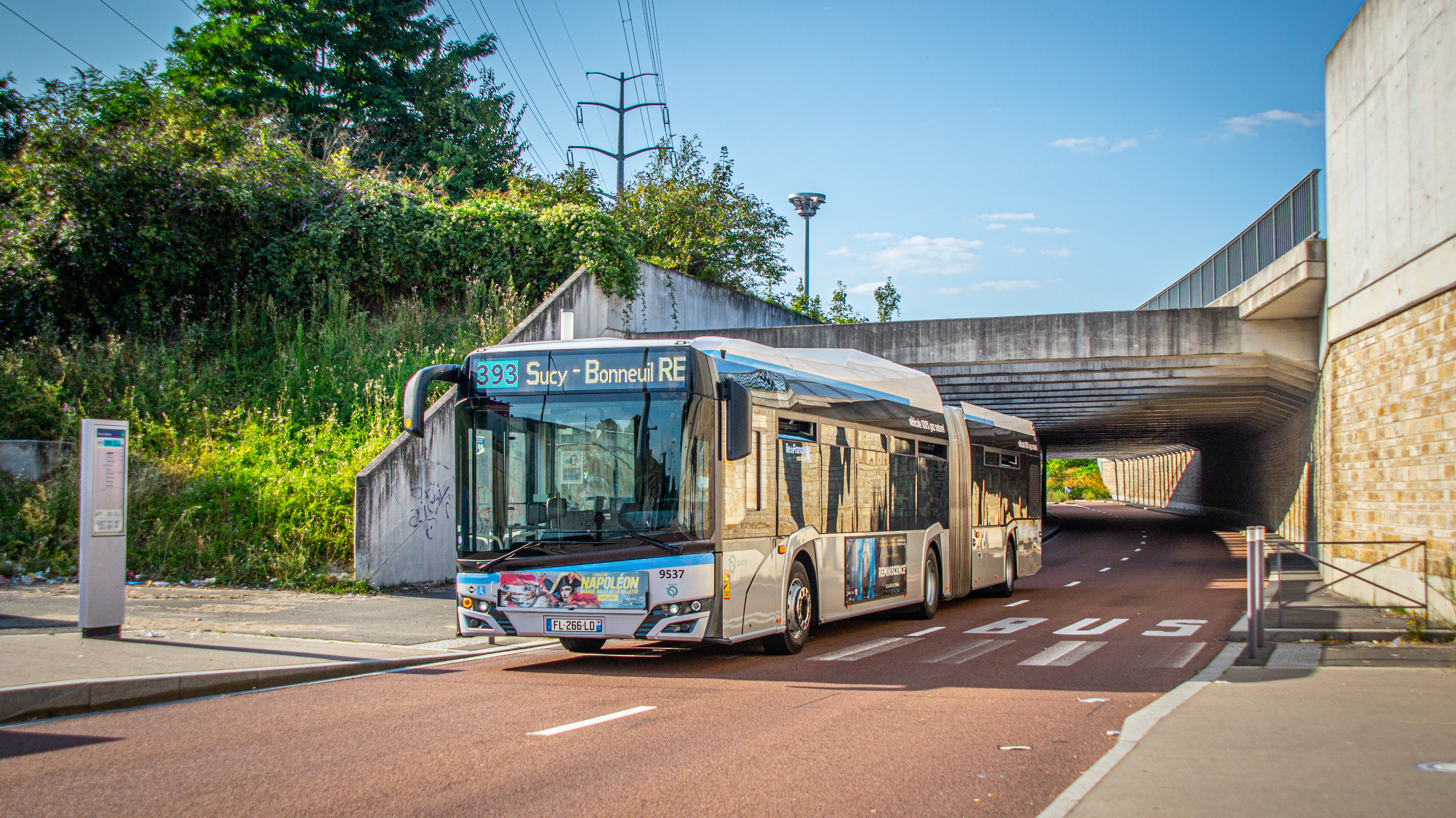

Depuis 2005, il existe des variantes de l'utilisation de GPL et de GNV. Le premier Solaris Urbino 18 GNV est allé à Lublin en novembre 2006 et en octobre 2009, un autre a été vendu à Radom en Pologne. Il était prévu que le deuxième bus aille en Norvège, mais le contrat a été annulé et ce bus a été utilisé comme véhicule d'essai. Une version à plancher bas a été construite, nommée Solaris Urbino 18 GNV LE. Comme le véhicule précédent, il sert maintenant de véhicule d'essai.

### Solaris Urbino 18 Hybride
La première génération de Solaris Urbino 18 Hybride a été construite entre 2006-2008. Depuis le second semestre 2008, les modèles sont construits dans la deuxième génération. Ils ont été produits par l'utilisation des similitudes du Solaris Urbino 18.
La caractéristique de l'Urbino 18 est un teckel vert. Les différentes versions hybrides incluent des symboles spécifiques. Les modèles hybrides ont un teckel qui est entre deux cœurs qui symbolisent les deux types de pouvoir.
Au cours de la production du modèle Solaris Urbino 18 Hybride, on a mis en place quatre types de systèmes d'alimentation hybrides. Les différentes versions peuvent être distinguées par la différence de l'intérieur, comme celle du système de transport de Paris BRT type - BHNS, qui se différencie de la famille de bus de la série Solaris Urbino.
À partir de l'automne 2010, 18 autobus ont été produits avec les systèmes Allison I ou Allison II.

### Solaris Urbino 18 électrique

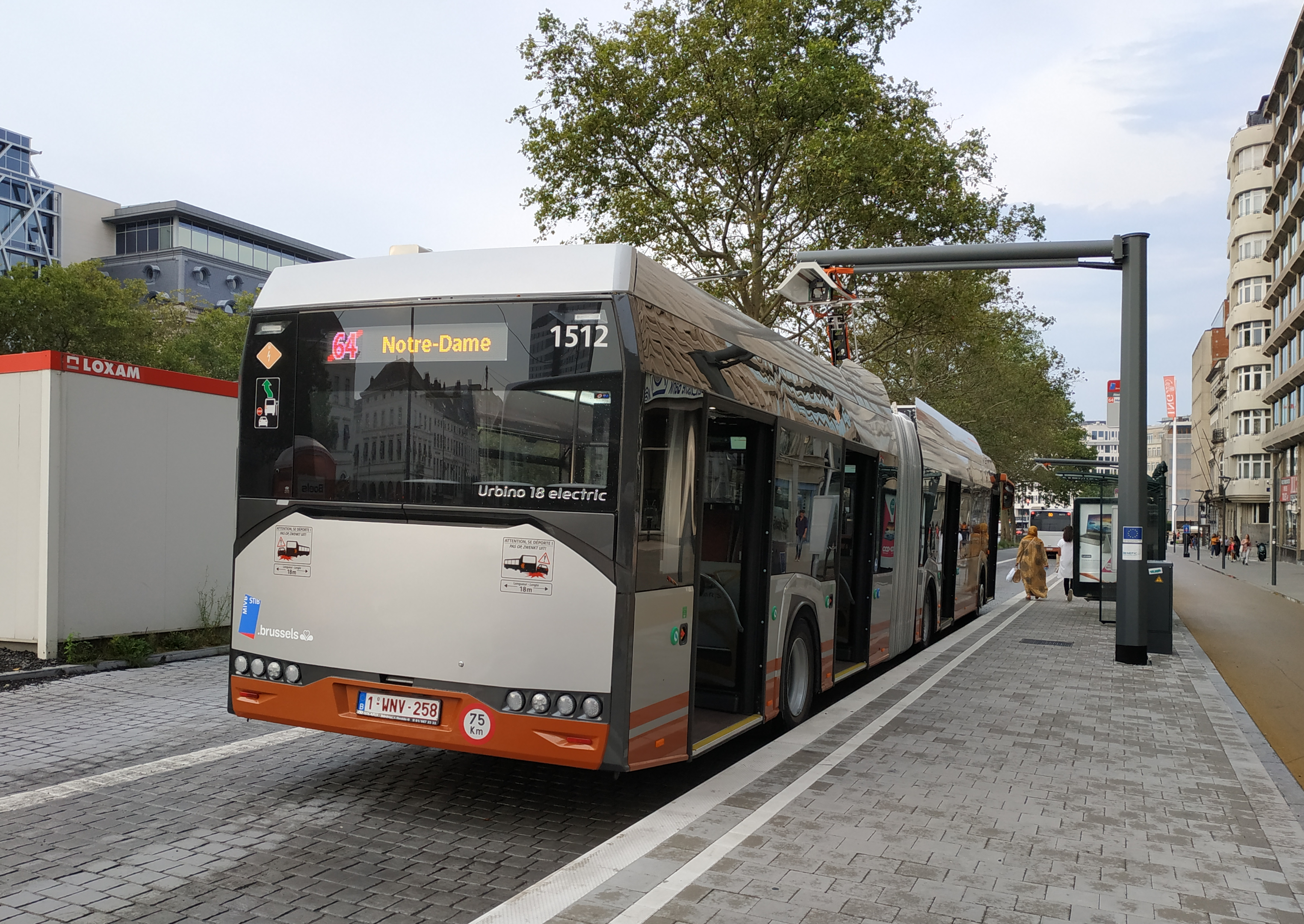
Bus Solaris Urbino 18 électrique rechargeant ses batteries.

25 autobus Solaris Urbino 18 tout-électriques sont en service depuis le 29 avril 2019 sur la ligne 64 des autobus de Bruxelles ; ils sont équipés d'un pantographe leur permettant de recharger leurs batteries aux terminus.

### Traductions
- (pl) Cet article est partiellement ou en totalité issu de l’article de Wikipédia en polonais intitulé « Solaris Urbino 18 » (voir la liste des auteurs).